# Jules Chamvoux
Joseph Jules François Chamvoux est un homme politique français né le 4 septembre 1878 à Minorville (Meurthe-et-Moselle) et décédé le 14 décembre 1934 à Paris.

## Biographie
Fils d'un cultivateur né en 1852, il fait ses études secondaires aux collèges de Toul et Pont-à-Mousson puis devient vétérinaire à Minorville. En 1914, il est mobilisé dans l'artillerie. Après la guerre il s'installe à Toul et devient conseiller municipal  puis adjoint au maire entre mai 1925 et mai 1931. Il est élu conseiller général en juillet 1925. Il est député de Meurthe-et-Moselle de mai 1932 à 1935, inscrit au groupe de la Gauche radicale. Il meurt asphyxié par une fuite de gaz dans son appartement parisien.

### Décoration
- Chevalier de la Légion d'honneur (1933)

## Sources
- « Jules Chamvoux », dans le Dictionnaire des parlementaires français (1889-1940), sous la direction de Jean Jolly, PUF, 1960 [détail de l’édition]
- Jean El Gammal, François Roth et Jean-Claude Delbreil, Dictionnaire des Parlementaires lorrains de la Troisième République, Serpenoise, 2006 (ISBN 2-87692-620-2 et 978-2-87692-620-2, OCLC 85885906, lire en ligne), p. 140-141